# Eulasia palmyrensis
Eulasia palmyrensis är en skalbaggsart som beskrevs av Mitter 1996. Eulasia palmyrensis ingår i släktet Eulasia och familjen Glaphyridae. Inga underarter finns listade i Catalogue of Life.